# タイジャンホクト
タイジャンホクト（タイジャン・ホクトとも、9月5日 - ）は日本の元漫画家。女性。血液型はB型。

## 経歴・人物
ペンネームは四字熟語「泰山北斗」に由来。
『ドラゴンクエスト4コマクラブ』でキングスライム賞受賞（会員ナンバー0056）により漫画家デビュー。「ファンロード」誌への投稿をきっかけとして柴田亜美のアシスタントになった。
『ドラゴンクエスト4コママンガ劇場』シリーズの初中期頃に寄稿。『スーパーマリオ4コママンガ劇場』などでは関野マリコのペンネームで活動していた。
姉1人妹1人がいるほか、同じく4コママンガ劇場などで活躍した中井一輝と親しいらしく、楽屋裏でも時々彼とのエピソードが書かれていた。
「タイジャンホクト」という名前からは性別がわかりにくく、楽屋裏での自画像も、長髪ではあるがスカートなど女性用の服を着用している姿は滅多に描かれないため（初登場時の自画像に至ってはストリートファイターのケンを模したものだった）、「男ですか女ですか」という質問をファンレターで受けた事がある。
現在は漫画家としての活動はしておらず消息不明となっている。

## 作品
- アクロバットバカ野郎（全1巻、ISBN 978-4870256156、ギャグ王コミックス、エニックス 版）
- 星のカービィ ウキウキ大冒険（全1巻、ISBN 978-4870256729、ギャグ王コミックス、エニックス 版）